# Gerald E. Sacks
Gerald Enoch Sacks (né le 22 mars 1933 à Brooklyn et décédé le 4 octobre 2019) est un mathématicien logicien américain qui travaille principalement en théorie de la récursion.

## Biographie
Gerald E. Sacks obtient un Ph. D. en 1961 sous la direction de John Barkley Rosser à l'université Cornell (« On Suborderings of Degrees of Recursive Unsolvability »). À partir de 1962 il est professeur assistant, puis professeur associé à l'université Cornell. En 1961/62 et aussi en 1974/75 il est à  l'Institute for Advanced Study. À partir de 1967 il est professeur au Massachusetts Institute of Technology (en 2006, il devient professeur émérite) et en même temps depuis 1972 professeur à l'université Harvard. Il est professeur invité au Caltech (en 1983/84) et à l'université de Chicago (en 1988/89).
En 1966/67 Gerald E. Sacks est Guggenheim Fellow et en 1979 Senior Fulbright-Hayes Scholar. Il est, en 1970, conférencier invité au Congrès international des mathématiciens à Nice (Recursion in objects of finite type) et en 1962 à Stockholm (Recursively enumerable degrees).
Parmi ses élèves, il y a Harvey Friedman, Sy Friedman, Leo Harrington, Richard A. Shore, Theodore A. Slaman, Stephen G. Simpson (de), Lenore Blum, R. W. Robinson (professeur à l'université de Georgie).
Sacks a principalement travaillé en théorie de la récursion. Son théorème de densité dit que les degrés de Turing récursivement énumérables sont denses. Une méthode de forcing, basé sur les ensembles parfaits, porte son nom (le forcing de Sacks),.

## Publications
- Degrees of unsolvability, Princeton University Press, 1966 (1re éd. 1963), 174 p. (ISBN 978-0-691-07941-7, lire en ligne).
- Saturated Model Theory, World Scientific, 2009, 2e éd. (1re éd. 1972 Benjamin).
- Higher Recursion theory, Springer, 1990.
- Selected Logic Papers, World Scientific, 1999.
- Mathematical Logic in the 20th Century, World Scientific, 2003.